# Templo de Indianápolis
El Templo de Indianápolis, Indiana, es uno de los templos construidos y operados por la Iglesia de Jesucristo de los Santos de los Últimos Días, el número 148 construido por la iglesia y el único templo SUD construido en el estado de Indiana.

## Construcción
Los planes para la construcción del templo en Indianápolis fueron anunciados durante la conferencia general de la iglesia en octubre de 2010. El templo de Indianápolis es similar en diseño al Templo del valle del Gila, un templo de un nivel con un pináculo y aproximadamente 34,000 pies cuadrados.
El 29 de septiembre de 2012 se realizó la ceremonia de la primera palada y la dedicación eclesiástica del terreno sobre el que se construiría el templo, la cual fue presidida por un miembro del Quórum de los Setenta quien presidía sobre el área SUD de Indiana. Solo líderes locales y unos 200 invitados adicionales asistieron a la ceremonia de la primera palada. La ceremonia fue transmitida a centros de reuniones en la región.

## Dedicación
El templo SUD de la ciudad de Indianápolis fue dedicado para sus actividades eclesiásticas en tres sesiones el 23 de agosto de 2015, por Henry B. Eyring. Con anterioridad a ello, la iglesia permitió un recorrido público de las instalaciones y del interior del templo desde el 17 de julio hasta el 8 de agosto de 2015.